# Александер, Хейди
Хейди Александер (англ. Heidi Alexander; род. 17 апреля 1975 года, Суиндом, графство Уилтшир, Англия, Великобритания) — британский политик, член Лейбористской партии. Член Парламента Великобритании от округа Восточный Луишем (2010—2018). Теневой министр здравоохранения Великобритании (2015—2016). Министр транспорта (с 2024).

## Ранняя жизнь
Родилась в 1975 году в города Суиндон в семье электрика. Окончила Чёрчфилдскую общеобразовательную школу в своём родном городе, а также Грей-колледж Даремского университета, где получила степени бакалавра географии и магистра в области городского и регионального развития Европы.
С 1999 по 2005 годы работала помощником члена парламента Джоан Раддок. Также была организатором благотворительной кампании по помощи малообеспеченным людям одеждой.

## Политическая карьера
В 2004 году Хейди Александер была избрана в Совет лондонского боро Луишем от округа Эвелин, после чего была назначена заместителем мэра Луишема. В 2006 году стала членом правительства Луишема. В 2009 году Александер была избрана на внутрипартийных выборах кандидатом в депутаты от округа Восточный Луишем. В 2010 году одержала победу на выборах в этом округе и была избрана в Палату общин. Переизбрана в 2015 году.
В парламенте была членом Комитета по делам коммун и местного самоуправления. В 2010 году поддержала Энди Бернхэм на выборах лидера Лейбористской партии.
В начале своей парламентской карьеры работала личным парламентским секретарём при теневом министре по делам окружающей среды, продовольствия и сельского хозяйства Мэри Крей. С 2012 года является парламентским организатором оппозиции , а также (с декабря 2013 года) теневым министром по делам Лондона. Она является председателем депутатской группы «Выбор в конце жизни» (англ. The End of Life Choice), выступающей в поддержку эвтаназии.
13 сентября 2015 года назначена теневым министром здравоохранения Великобритании в кабинете Джереми Корбина. 26 июня 2016 года, после оглашения результатов референдума о выходе Великобритании из ЕС и увольнения теневого министра иностранных дел Хилари Бенна, Александер, в числе ряда других теневых министров, подала в отставку. На её место назначили Дайан Эббот.
8 мая 2018 года отказалась от депутатского мандата, чтобы занять должность заместителя мэра Лондона, лейбориста Садик Хана, по вопросам транспорта. Провела лондонский общественный транспорт через кризис пандемии COVID-19 и ушла в отставку в декабре 2021 года, заявив о намерении обдумать новые перспективы дальнейшей карьеры.
4 июля 2024 года по итогам досрочных парламентских выборов Хейди Александер вернулась в Палату общин, одержав убедительную победу с результатом 48,4 % в округе Южный Суиндон (графство Уилтшир). Сильнейший из её соперников, обладатель мандата, консерватор Роберт Бакленд набрал только 27 %, ухудшив на 24,7 % собственный результат на предыдущих выборах.
8 июля 2024 года назначена младшим министром по вопросам судов и юридических служб без права участия в заседаниях правительства Стармера.
29 ноября 2024 года назначена министром транспорта в правительстве Стармера после скандальной отставки Луизы Хейг.